# Bugs Bunny

Bugs Bunny

Bugs Bunny ist der Name eines Trickfilmhasen oder -kaninchens, der den Warner-Bros.-Zeichentrick-Studios entstammt. Entwickelt wurde die Figur von Ben Hardaway, Tex Avery und Chuck Jones. Außerdem war Bob Givens an der Figurenentwicklung beteiligt. Bugs gehört zu den berühmtesten Kunstfiguren weltweit und ist die bekannteste Figur aus Looney Tunes. Seine englische Stimme stammt u. a. von Mel Blanc, sowie derzeit von Jeff Bergman, während die deutsche Stimme seit 1996 Sven Plate ist.

## Geschichte

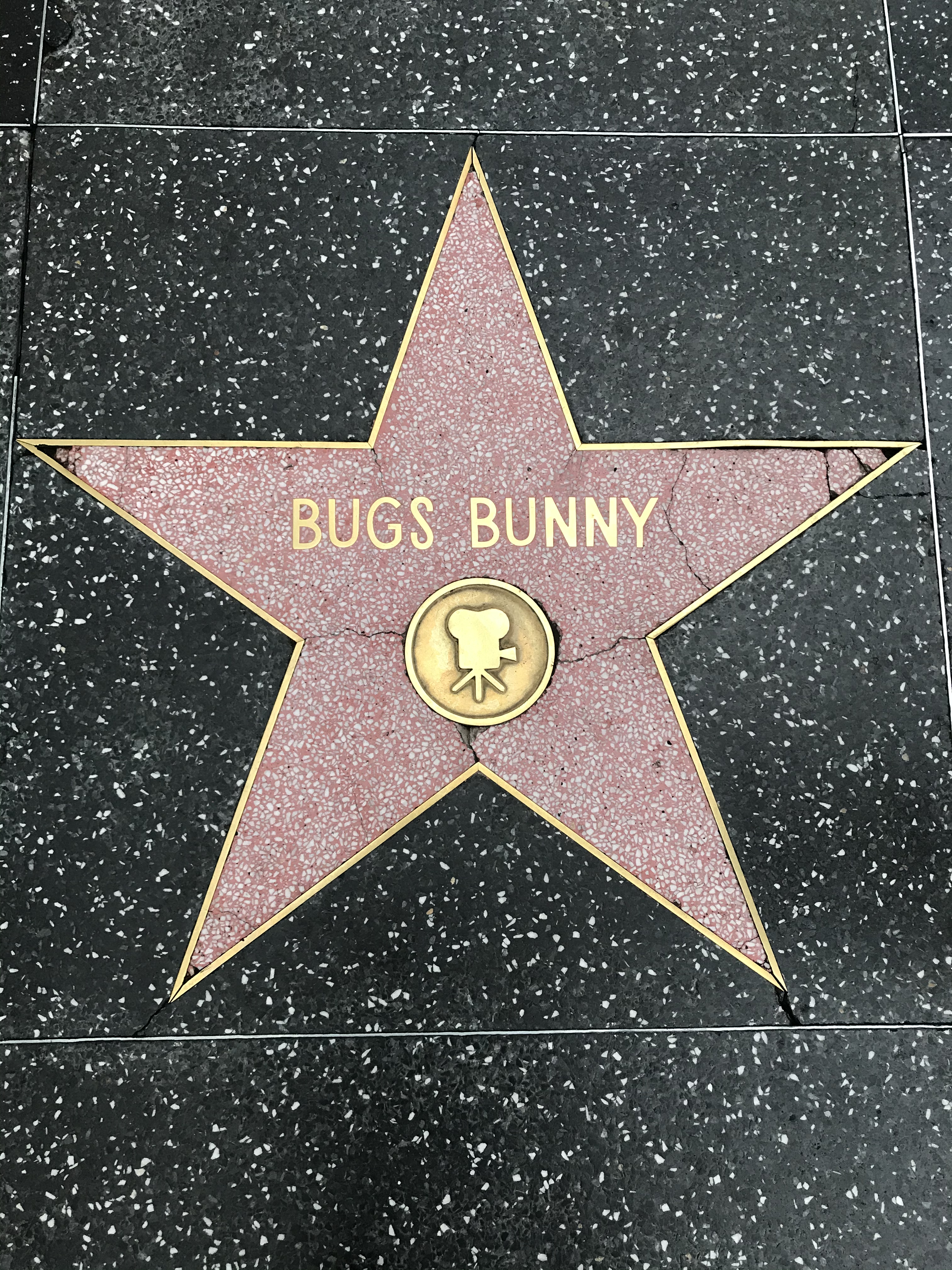
Stern auf dem Walk of Fame

1938 entwickelte Ben Hardaway einen Bugs-Bunny-Prototyp, der nach Meinung mehrerer amerikanischer Filmhistoriker auf der Figur Max Hare aus dem Disney-Trickfilm Die Schildkröte und der Hase von 1935 basiert. Dieser Bugs-Bunny-Prototyp debütierte im Kurzfilm Porkys Hasenjagd (1938). Die Figur beinhaltet ebenfalls zwei Anleihen an die oscarprämierte Komödie Es geschah in einer Nacht: Die Art, wie Bugs Bunny seine Karotten isst, wurde von Clark Gables Figur übernommen; zudem beeinflusste die Nebenfigur des nervtötenden Busreisenden Oscar Shapeley (Roscoe Karns) den Charakter der Figur. Aufgrund des Spitznamens Bugs für Ben Hardaway wurde die namenlose Figur intern Bugs’ Bunny genannt, was später ohne Apostroph zum Namen der Figur wurde.
Nach drei weiteren Filmen mit dem Bugs-Bunny-Prototyp (Geisterstunde, Hasenfuss auf Kriegspfad und Vorsicht Kamera!) erschien 1940 in Tex Averys Die Hasenfalle (1940), Bugs Bunny erstmals in der heute bekannten Form. Sein Name fand erstmals ein Jahr später in dem Film Kaninchenplage Verwendung. Insgesamt trat Bugs in etwa 200 Zeichentrickkurzfilmen auf, von denen Ein Hase an König Arthurs Hof (1958) einen Oscar für den besten animierten Kurzfilm erhielt. Im Dezember 1985 bekam er als zweite Zeichentrickfigur (nach Micky Maus) einen Stern auf dem Hollywood Walk of Fame.

## Fernsehen
Seit 1960 wurden die Warner-Trickfilme für das Fernsehen zu der Serie The Bugs Bunny Show (deutsche Variationen: Bunny und seine Kumpane (1970) und Mein Name ist Hase (1983)) zusammengestellt. Hier waren auch andere Trickfilmfiguren wie Daffy Duck, Sylvester und Tweety, Elmer Fudd, der Hahn Foghorn Leghorn oder der kleine Hühnerhabicht Henery Hawk vertreten. Weitere TV-Zusammenstellungen alter Warner-Zeichentrickfilme sind Die schnellste Maus von Mexiko und Schweinchen Dick.

## Kinofilme
Nach kurzen Auftritten in den Filmen Two Guys from Texas (1948), Mein Traum bist Du (1949), Falsches Spiel mit Roger Rabbit (1988) und Gremlins 2 – Die Rückkehr der kleinen Monster (1990) bekam Bugs die Hauptrolle in den Filmen Space Jam (1996), Looney Tunes: Back in Action (2003) und Space Jam: A New Legacy (2021), wo ihn Sven Plate spricht. Bei allen Filmen handelt es sich um mit Zeichentrickszenen kombinierte Realfilme. Außerdem kamen einige Zusammenstellungen alter Cartoons in die Kinos, beispielsweise Bugs Bunnys wilde, verwegene Jagd, die einige der von Chuck Jones produzierten Cartoons enthält.

## Video
Die Liste der auf Deutsch erhältlichen Videos ist sehr unübersichtlich. Das liegt zum einen an den sogenannten Public-Domain-Cartoons, bei denen in den USA vergessen wurde, das US-amerikanische Copyright zu erneuern und die seither von jedem, der an die Vorlagen kommt, veröffentlicht werden dürfen. Diese Cartoon-Klassiker gelangten auf mehreren Billig-Videolabels auch nach Deutschland. Da die Synchronrechte dafür nicht frei sind, gibt es zahlreiche minderwertige deutschsprachige Versionen. Eine relativ gute Synchronisation bieten die VHS-Kassetten der Labels Bambini und Europa (Kunterbunte Kinderwelt, Bugs Bunny und seine Freunde). Die meisten der Charaktere wurden dabei von Hartmut Neugebauer und Ekkehardt Belle vertont.
Für den Heim- und Verleihvideomarkt ließ Warner Bros. seit 1984 diverse VHS-Reihen erstellen. Die bekannteste dürfte Warner Cartoons sein. Diese neunteilige Reihe wurde bis 1996 insgesamt viermal herausgegeben (1989, 1990, 1993 und 1996). Enthalten sind jeweils acht Episoden eines Charakters oder Charaktergespanns: Bugs Bunny, Roadrunner & Willi Kojote, Pepe das Stinktier, Porky Pig, Tweety & Sylvester, Foghorn Leghorn, Speedy Gonzales, Elmer Fudd und Daffy Duck. Die neueste Fassung von 1996 enthielt nur noch fünf Cartoons, statt der ursprünglichen acht. Die VHS-Kassetten Bugs Bunny, Tweety & Sylvester, Foghorn Leghorn, Elmer Fudd und Daffy Duck enthalten die TV-Versionen um Gerd Vespermann und Dieter Kursawe.
Die Basis der restlichen Videokassetten bildet die zwölfteilige Reihe Bugs Bunnys Video Show von 1984. Diese enthält eine speziell für den Videomarkt erstellte Synchronfassung mit Hamburger Sprechern. Viele Charaktere wurden von Wolfgang Draeger und Andreas von der Meden übernommen. 1991 brachten die Warner Bros. mit insgesamt sechs VHS-Tapes einen Mix aus dem bis dato veröffentlichten Material unter dem Titel Bugs Bunny und seine Freunde heraus. 1993 folgten zudem Bugs Bunny 2 und Daffy Duck 2, welche man an die Warner-Cartoons-Reihe anhängte. Die Daffy-Kassette enthielt komplett „neues“ Material, welches im Auftrag des ZDF bearbeitet worden war. Unter anderem auch Folgen der späten Schweinchen-Dick-Synchronisation mit Wolfgang Spier und Wilfried Herbst.
Zwischen 1986 und 1990 ließ MGM/UA weitere dreizehn Videokassetten mit Looney-Tunes-Klassikern synchronisieren. Diesmal achtete man darauf, dass Bugs Bunny und Daffy Duck ihre aus dem Fernsehen bekannten Stimmen erhielten. Fünf der dreizehn Kassetten waren Bugs Bunny gewidmet (Bugs Bunny – Der Superhase, Bugs Bunny Superstar, Bugs Bunny und seine Feinde, Bugs Bunnys lustige Zauberwelt und Bugs Bunny – Das grösste Schlitzohr der Welt). Enthalten waren sehr frühe Cartoons, deren Rechte bei MGM/UA lagen. Gerd Vespermann sprach für Bugs Bunny, Dieter Kursawe für Daffy Duck (der „Duffy Duck“ geschrieben wurde). Die MGM/UA-Tapes erschienen später auch in einer Neuedition des Europa-Labels.
Im Zuge des Kinofilms Space Jam meldete sich Warner 1997 mit sechs Die-Stars-aus-Space-Jam-VHS zurück. Ab diesem Zeitpunkt hatten die Looney-Tunes-Charaktere neue Stimmen. Für Bugs Bunny wählte man Sven Plate, der bereits Plucky Duck in Tiny Toon Abenteuer gesprochen hatte. Ähnlich verwirrend war die Entscheidung, Gerd Vespermann für die auf den VHS-Kassetten aufgespielte Werbung des Space-Jam-Magazins Alles Karotti sprechen zu lassen.
Das alles hielt offenbar nicht vom Verkaufserfolg ab, da noch im selben Jahr fünf weitere Videos auf den Markt kamen: Bugs & Tweety, Bugs & Daffy, Bugs & Marvin, Bugs & Roadrunner und Bugs & Speedy. Wieder waren die Stimmen aus Space Jam zu hören. Diesen Umstand vergaß man wohl bei den neuesten Looney-Tunes-DVDs.
Die beiden Video-Reihen von 1997 jedenfalls bilden die Grundlage für die Warner-Looney-Tunes-DVDs. Nicht synchronisierte Episoden bekamen erst ab 2003 ihren deutschen Ton. Dies hatte einen weiteren Stimmenwechsel zur Folge, zuerst allerdings nur bei Schweinchen Dick. Die zuletzt erschienenen Bugs-Bunny-VHS waren Tierdokumentationen mit eingefügten Ausschnitten aus den Looney Tunes. Fünf davon (Löwen, Affen, Bären, Seelöwen und Elefanten) wurden 1997 veröffentlicht.